# Kuhmo
Kuhmo é uma cidade e município da Finlândia e está localizado no canto sudeste da região de Kainuu.